# ألكسندر ماكينتوش
ألكسندر ماكينتوش (بالإنجليزية: Alexander Mackintosh) هو مهندس معماري أمريكي، ولد في 2 أكتوبر 1861 في لندن في المملكة المتحدة، وتوفي في 1945.